# Denpasar
Denpasar (übersetzt etwa ‚Zentralmarkt‘, während der niederländischen Kolonialherrschaft auch Den Pasar, balinesisch Dénpasar) ist eine Stadt im Süden der indonesischen Insel Bali. Es ist die größte Stadt der Insel und gleichzeitig die Hauptstadt der Provinz Bali.

## Geographie
Die Stadt liegt im Süden von Bali und grenzt im Westen und Norden an den Regierungsbezirk Badung sowie im Nordosten an den Bezirk Gianyar. Kuta Selatan, die markante Halbinsel im Süden, erinnert an einen Elefantenfuß. Zur Stadt gehören noch einige Inseln, von denen Nusa Penida, Nusa Lambongan und Nusa Ceningan die größten sind. Sie liegen auf halbem Weg zur östlicher gelegenen Insel Lombok.
Die Einwohnerzahl stieg deutlich von 532.440 Einwohnern im Jahr 2000 (Zensus) auf 673.270 Einwohner im Jahr 2024. Zu diesem Bevölkerungswachstum trugen neben den Einheimischen auch Menschen aus anderen Teilen der Insel sowie benachbarter Inseln (bspw. Jawa) bei. Mit dieser Einwohnerzahl rangiert Denpasar auf dem 28. Rang der 98 autonomen Städte (Kotas) mit 2,36 ‰ der Gesamteinwohnerzahl Indonesiens zum Jahresende 2024.

### Grenzpunkte
Die Stadt erstreckt sich südlich des Äquators und besitzt folgende äußere Grenzpunkte:
| Richtung | Kode          | Desa/Kelurahan       | Kecamatan         | Koordinaten          |
| -------- | ------------- | -------------------- | ----------------- | -------------------- |
| N        | 51.71.02.1014 | Penatih              | Denpasar Timur    | 008°35′29,47″ s. Br. |
| O        | 51.71.02.2005 | Kesiman Kertalangu   | Denpasar Timur    | 115°16′29,57″ ö. L.  |
| S        | 51.71.01.1001 | Serangan             | Denpasar Selatan0 | 008°45′08,54″ s. Br. |
| W        | 51.71.03.2001 | Padangsambian Kelod0 | Denpasar Barat    | 115°10′21,03″ ö. L.  |

## Wetter und Klima
|                       | Jan  | Feb  | Mär  | Apr  | Mai  | Jun  | Jul  | Aug  | Sep  | Okt  | Nov  | Dez  |   |      |
| Mittl. Tagesmax. (°C) | 31,0 | 31,1 | 31,2 | 31,6 | 31,2 | 30,4 | 29,7 | 29,9 | 30,6 | 31,4 | 31,5 | 31,2 | ⌀ | 30,9 |
| Mittl. Tagesmin. (°C) | 23,7 | 23,7 | 23,5 | 23,2 | 23,2 | 22,4 | 22,4 | 22,3 | 22,6 | 23,3 | 23,6 | 23,6 | ⌀ | 23,1 |
|                       |      |      |      |      |      |      |      |      |      |      |      |      |   |      |
| Niederschlag (mm)     | 326  | 325  | 209  | 84   | 78   | 72   | 61   | 34   | 54   | 110  | 191  | 293  | Σ | 1837 |
|                       |      |      |      |      |      |      |      |      |      |      |      |      |   |      |
| Sonnenstunden (h/d)   | 5,2  | 5,1  | 5,4  | 6,9  | 6,7  | 6,6  | 6,9  | 7,4  | 6,9  | 7,1  | 6,1  | 5,8  | ⌀ | 6,3  |
|                       |      |      |      |      |      |      |      |      |      |      |      |      |   |      |
| Regentage (d)         | 16   | 13   | 10   | 6    | 5    | 5    | 4    | 3    | 2    | 5    | 8    | 13   | Σ | 90   |
|                       |      |      |      |      |      |      |      |      |      |      |      |      |   |      |
| Wassertemperatur (°C) | 28   | 28   | 28   | 29   | 28   | 28   | 27   | 27   | 27   | 27   | 28   | 29   | ⌀ | 27,8 |
|                       |      |      |      |      |      |      |      |      |      |      |      |      |   |      |
| Luftfeuchtigkeit (%)  | 80   | 79   | 80   | 79   | 80   | 78   | 77   | 76   | 78   | 78   | 78   | 79   | ⌀ | 78,5 |

| 23,7 |

| 23,7 |

| 23,5 |

| 23,2 |

| 23,2 |

| 22,4 |

| 22,4 |

| 22,3 |

| 22,6 |

| 23,3 |

| 23,6 |

| 23,6 |

| 23,7 |

| 23,7 |

| 23,5 |

| 23,2 |

| 23,2 |

| 22,4 |

| 22,4 |

| 22,3 |

| 22,6 |

| 23,3 |

| 23,6 |

| 23,6 |

### Administrative Gliederung
Administrativ unterteilt sich Denpasar in 4 Distrikte (Kecamatan) mit 43 Dörfern, von denen 16 als Kelurahan städtisch geprägt sind
| Code     | Kecamatan        | Fläche | Einwohner (Volkszählung) | Einwohner (Volkszählung) | Anzahl | Anzahl |           | Namen der Desa / Kelurahan Verwaltungssitz Kursiv                                                                                      |
| Code     | Kecamatan        | Fläche | 2010                     | 2020                     | Kel.   | Desa   |           | Namen der Desa / Kelurahan Verwaltungssitz Kursiv                                                                                      |
| -------- | ---------------- | ------ | ------------------------ | ------------------------ | ------ | ------ | --------- | --- |
| 51.71.01 | Denpasar Selatan | 49,99  | 244.851                  | 217.100                  | 6      | 4      | Desa      | Pemogan, Sanur Kaja, Sanur Kauh, Sidakarya                                                                                             |
| 51.71.01 | Denpasar Selatan | 49,99  | 244.851                  | 217.100                  | 6      | 4      | Kelurahan | Panjer, Pedungang, Renon, Sanur, Serangan, Sesetan                                                                                     |
| 51.71.02 | Denpasar Timur   | 22,31  | 138.404                  | 128.276                  | 4      | 7      | Desa      | Dangin Puri Klod, Kesiman Kertalangu, Kesiman Petilan, Penatih Dangin Puri, Sumerta Kaja, Sumerta Kauh, Smerta Kelod                   |
| 51.71.02 | Denpasar Timur   | 22,31  | 138.404                  | 128.276                  | 4      | 7      | Kelurahan | Dangin Puri, Kesiman, Penatih, Sumerta                                                                                                 |
| 51.71.03 | Denpasar Barat   | 24,06  | 229.435                  | 206.958                  | 3      | 8      | Desa      | Dauh Puri Kangin, Dauh Puri Kauh, Dauh Puri Klod, Padang Sambian Kajang, Padang Sambian Klod, Pemecutan Klod, Tegal Harum, Tegal Kerta |
| 51.71.03 | Denpasar Barat   | 24,06  | 229.435                  | 206.958                  | 3      | 8      | Kelurahan | Dauh Puri, Padang Sambian, Pemecutan                                                                                                   |
| 51.71.04 | Denpasar Utara   | 31,42  | 175.899                  | 172.980                  | 3      | 8      | Desa      | Dangin Puri Kaja, Dangin Puri Kangin, Dangin Puri Kauh, Dauh Puri Kaja, Peguyangan Kaja, Peguyangan Kangin, Pemecutan Kaja, Ubung Kaja |
| 51.71.04 | Denpasar Utara   | 31,42  | 175.899                  | 172.980                  | 3      | 8      | Kelurahan | Peguyangan, Tonja, Ubung |
| 51.71    | Kota Denpasar    | 127,78 | 788.589                  | 725.314                  | 16     | 27     |           | |

Ergebnisse der Volkszählungen: 2010 2020

## Geschichte
Im Zentrum der Stadt liegt der Puputan-Platz, der namentlich und mit einem Denkmal an den ritualisierten Massenselbstmord, einheimisch „Puputan“ genannt, im Jahr 1906 erinnert. Der damals regierende König I Gusti Ngurah Made Agung zog den Widerstand neben seinem Hofstaat gegenüber der in Sanur gelandeten und auf die Stadt zumarschierenden niederländischen Militärmacht der Kapitulation vor, womit dieser Massenselbstmord einherging. Die balinesische Armee kämpfte mit traditionellen Waffen wie dem Kris, einem von dort stammenden Dolch, und wenigen Flinten. Die gegnerische Artillerie, die mit modernen Waffen ausgestattet war, tötete fast den gesamten Hofstaat und die Armee, was als Erfüllung einer Prophezeiung gilt, die der balinesische König bei dem Studium von Palmblattmanuskripten, einheimisch „Lontar“ genannt, fand.
Bis zu diesem Zeitpunkt lag hier das Zentrum des Königreichs Badung. Die Kolonialisierung der Region beendete die Regentschaft des Königs, und die Stadt erhielt einen neuen Namen. Als Handelszentrum hieß sie fortan Denpasar. Der beim Puputan 1906 zerstörte Reichstempel Pura Jagatnatha aus dem Jahr 1432 wurde 1908 zum Teil wiederaufgebaut. Im Jahr 2011 wurde eine umfangreiche Wiederherstellung nach alten Vorlagen abgeschlossen.
Denpasar wurde am 27. Februar 1992 vom Bezirk Badung als autonome Stadt (Kota) abgespalten. Der Regierungsbezirk (Kabupaten) Badung grenzt nördlich/südwestlich an die Stadt. Östlich liegt der Landkreis Gianyar. Zu Denpasar gehört der traditionelle Badeort Sanur, der bei den Balinesen für rituelle Reinigungen und Schlusszeremonien von Totenverbrennungen (Ngaben) hoch angesehen wird. Dort findet sich am Strand der Tempel des Barunas, des Gottes des Meeres.
Außerdem gehört die Schildkröteninsel Serangan mit ihrer Schildkrötenstation und dem Tempel Pura Sakenan zu Denpasar. Der Verzehr von Schildkrötenfleisch gehörte vor der Unterschutzstellung der Tiere zu praktisch allen wichtigen Zeremonien in Bali.

### Demographie

Karte der Bürgermeisterwahl von 2020 mit den Grenzen der Kelurahan

Denpasar rangiert (nach dem Kab. Buleleng) auf dem zweiten Platz der 9 Verwaltungseinheiten der 2. Ebene in der Provinz mit einem Anteil von 15,39 Prozent. Unter den 98 unabhängigen Städten (96 Kota, DKI Jakarta, DI Yogyakarta) bedeutet dies Platz 28 (Ende 2024). Die Bevölkerungsdichte von 75.348,9 Einw. je km² ist natürlich die höchste in der Provinz.
Siehe auch: Bevölkerungsentwicklung der letzten vier Jahre
| Fortschreibung (Jahresende) | Fortschreibung (Jahresende) | 2024      | 2023      | 2022      | 2021      |
| --------------------------- | --------------------------- | --------- | --------- | --------- | --------- |
| Kota Denpasar00             | Gesamt                      | 673.270   | 665.328   | 656.405   | 652.728   |
| Kota Denpasar00             | männlich                    | 335.225   | 331.646   | 327.418   | 325.844   |
| Kota Denpasar00             | weiblich                    | 338.045   | 333.682   | 328.987   | 326.884   |
| Kota Denpasar00             | Sex Ratio00                 | 99,17     | 99,39     | 99,52     | 99,68     |
|                             |                             |           |           |           |           |
| BALI                        | Gesamt                      | 4.375.263 | 4.344.554 | 4.304.574 | 4.279.129 |
| BALI                        | männlich                    | 2.193.831 | 2.178.137 | 2.158.001 | 2.145.798 |
| BALI                        | weiblich                    | 2.181.432 | 2.166.417 | 2.146.573 | 2.133.331 |
| BALI                        | Sex Ratio                   | 100,57    | 100,54    | 100,53    | 100,58    |

### Soziale Daten 2020

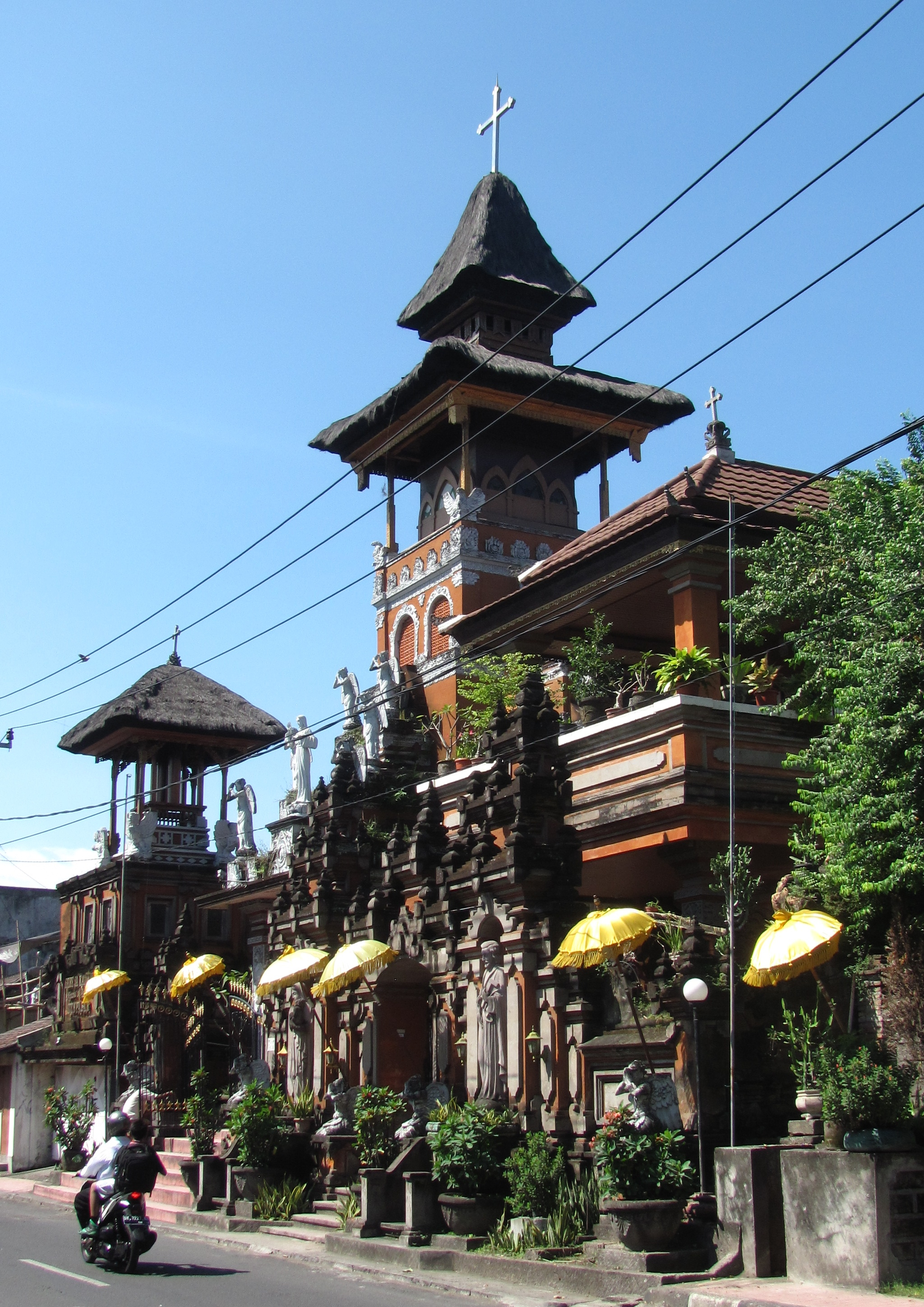
St. Josephskirche

| Merkmal                                                           | Kota Denpasar | 0Provinz Bali0 |
| ----------------------------------------------------------------- | ------------- | -------------- |
| Bevölkerung unterhalb der Armutsgrenze (Tsd.)00                   | 20,48         | 165,19         |
| Anteil der „armen Bevölkerung“ (indonesisch Penduduk miskin) (%)0 | 02,14         | 003,78         |
| Arbeitslosenrate (%)                                              | 07,62         | 005,63         |
| Lebenserwartung bei der Geburt (Jahre)                            | 074,82        | 072,13         |
| HDI-Index                                                         | 083,93        | 075,50         |
| Analphabetenrate (in %, 15+ J.)                                   | 001,00        | 002,85         |
| Anteil der Altersgruppen                                          | 0Real0        | 00.Prozentual0 |
| Kinder (<15 J.)                                                   | 156.9580      | 21,64          |
| arbeitsfähige Bevölkerung (15–64 J.)                              | 526.4880      | 72,59          |
| Rentner und Pensionäre (>65 J.)                                   | 041.8680      | 05,77          |

### Religion und Bevölkerungsverteilung
Von der Bevölkerung am Jahresende 2024 waren 45,50 (1,56) % ledig; 48,59 (61,02) % verheiratet; 1,72 (2,15) % geschieden und 4,19 (5,27) % verwitwet. Die kursiven Zahlen in Klammern geben den Anteil der über 15-jährigen an (137.146, das entspricht 20,37 % der Bevölkerung). 48.269 Personen waren 65 Jahre und älter, das sind 7,17 Prozent der Stadt.
| Religion         | 2020 10) | 2020 10)    | 2020 10) | 2024 Anteil in % |
| Religion         | Anzahl   | Anteil in % | Gebäude  | 2024 Anteil in % |
| ---------------- | -------- | ----------- | -------- | ---------------- |
| Islam            | 217.3530 | 22,670      | 29 9)    | 22,50            |
| Christen insg.   | 49.781   | 5,190       | 1830     | 7,78             |
| Davon:           |          |             |          |                  |
| Protestanten     | 32.3870  | ~ 650       | 1790     | 5,35             |
| Katholiken       | 17.3940  | ~ 350       | 40       | 2,43             |
|                  |          |             |          |                  |
| Hindus           | 676.3240 | 70,530      | 4410     | 67,34            |
| Buddhisten       | 15.2040  | 1,590       | 160      | 2,33             |
| Konfuzionisten00 | 2120     | 0,020       | –0       | 0,05             |

| Jahr | Gesamt- Bevölkerung | Männer  | %     | Frauen  | %     | Sex Ratio 5) |
| 1980 | 261.263             | 133.183 | 50,98 | 128.080 | 49,02 | 103,98       |
| 1990 | 388.444             | 196.072 | 50,48 | 192.372 | 49,52 | 101,92       |
| 2000 | 532.440             | 270.557 | 50,81 | 261.883 | 49,19 | 103,31       |
| 2003 | 585.150             | 207.339 | 35,43 | 287.811 | 49,19 | 72,04        |
| 2004 | 562.907             | 285.943 | 50,80 | 276.964 | 49,20 | 103,24       |
| 2005 | 574.955             | 292.087 | 50,80 | 282.868 | 49,20 | 103,26       |
| 2006 | 583.600             | 295.183 | 50,58 | 288.417 | 49,42 | 102,35       |
| 2007 | 608.595             | 308.664 | 50,72 | 299.931 | 49,28 | 102,91       |
| 2010 | 788.589             | 403.293 | 51,14 | 385.296 | 48,86 | 104,67       |
| 2016 | 636.638             | 320.192 | 50,29 | 316.446 | 49,71 | 101,18       |
| 2017 | 641.892             | 321.395 | 50,07 | 320.497 | 49,93 | 100,28       |
| 2018 | 647.981             | 324.463 | 50,07 | 323.518 | 49,93 | 100,29       |
| 2019 | 649.253             | 325.179 | 50,09 | 324.074 | 49,91 | 100,34       |
| 2020 | 725.314             | 366.301 | 50,50 | 359.013 | 49,50 | 102,03       |
| 2021 | 652.728             | 325.844 | 49,92 | 326.884 | 50,08 | 99,68        |
| 2022 | 656.405             | 327.418 | 49,88 | 328.987 | 50,12 | 99,52        |
| 2023 | 665.328             | 331.646 | 49,85 | 333.682 | 50,15 | 99,39        |
| 2024 | 673.270             | 335.225 | 49,79 | 338.045 | 50,21 | 99,17        |
| bis 2000 sowie 2010 und 2020 Volkszählungsergebnisse (Sensus Penduduk) 2016–2023 Bevölkerungsfortschreibung durch die Zählbüros 2003 bis 2007 vermutlich Schätzungen (proyeksi) |                     |         |       |         |       |              |

## Verkehr
Das Straßensystem ist hierarchisch stark gegliedert. Es existieren einige Magistralen, z. B. die Jalan Gatot Subroto im Norden und Osten oder die Jalan Gajah Mada (der Name wechselt mehrfach im Verlauf) im Zentrum. Weiterhin ist Denpasar schachbrettartig mit Straßen erschlossen, nur die Flüsse, insbes. der Badung erzwingen einige Abweichungen von diesem Muster. Die Flusstäler sind aufgrund des erosionsanfälligen Gesteins meist tief eingeschnitten, und Brückenhöhen von über 10 m eher die Regel als die Ausnahme.
Über dieses Straßensystem erreichbar sind aber nur ca. 40 % der Wohnbebauung. Die restlichen ca. 60 % werden über einspurige (z. T. nur 2 m breite) Gassen (id. Gang) bedient, die von diesen ausgehen. Sie können im Gegensatz zu vielen Hauptstraßen in beiden Fahrtrichtungen benutzt werden. Diese Gassen erschließen die Quadrate fischgrätartig. Sie sind meist auf gesamter Länge nicht miteinander verbunden.
Die Magistralen sind häufig vier- oder mehrspurige Einbahnstraßen mit erhöhtem Mittelstreifen aus der Zeit des Gegenverkehrs, was immer wieder für Staus an den wenigen Wechselmöglichkeiten sorgt.
Typisch für die Stadt (wie für ganz Bali) ist die bis an die Grundstücksgrenze gezogene Bebauung. Entweder, besonders im Zentrum oder den islamischen Vierteln wie z. B. Kampung jawa, der Gebäudekörper selbst oder die Grundstücksmauer (in besseren Vierteln mit größeren Grundstücken aber auch um öffentliche Gebäude) begrenzen den öffentlichen Straßenraum ganz physisch, so dass der Verkehrsraum klar beschränkt ist. An Straßen und Magistralen sind Bürgersteige (meist beidseitig) vorhanden und durch ca. 30 cm hohe, abwechselnd schwarze und weiße Bordsteine vor Befahren geschützt.
Denpasar ist der Verkehrsknotenpunkt in Bali. Die Stadt erstickt im Dauerstau und öffentlicher Nahverkehr existiert nur in Form von Bemos, Taxis und Überlandbussen, die in Denpasar drei Hauptterminals bedienen.
Geregelter ÖPNV oder schienengebundene Verkehrssysteme existieren nicht und hat es auch noch nie gegeben. Die erste öffentliche Buslinie Balis im Sinne eines ÖPNV, die Trans Sarbagita (ganztägig 15-Min.-Verkehr) Korridor 2 verkehrt seit dem 18. August 2011 und tangiert Denpasar nur im Südosten. Seit dem Sommer 2012 verkehrt eine zweite Linie vom Zentrum zum Flughafen. Erschließungslinien mit Kleinbussen werden ebenfalls betrieben. Die Nutzerzahlen haben sich dadurch verdoppelt, von einer Netzwirkung oder gar Entlastung der Straßen kann aber keine Rede sein. Dazu fehlt es an Grundlagen wie z. B. einer Durchtarifierung oder gesicherten Anschlüssen. Vielmehr werden von den Schaffnern im Bus nur Einzelfahrscheine verkauft.
Seit September 2024 befindet sich ein U-Bahn-Netz im Bau, welches langfristig aus vier Linien bestehen soll, welche die Stadt mit den umliegenden Orten verbinden werden. Die Eröffnung der ersten Abschnitte wird für 2028 angestrebt, während die Fertigstellung der ersten beiden Linien für 2031 geplant ist.
Der Flughafen Denpasar befindet sich etwa 12 Kilometer und etwa 30 Minuten südlich der Innenstadt auf der Landenge nach Nusa Dua bei Tuban in Badung.

## Bildung

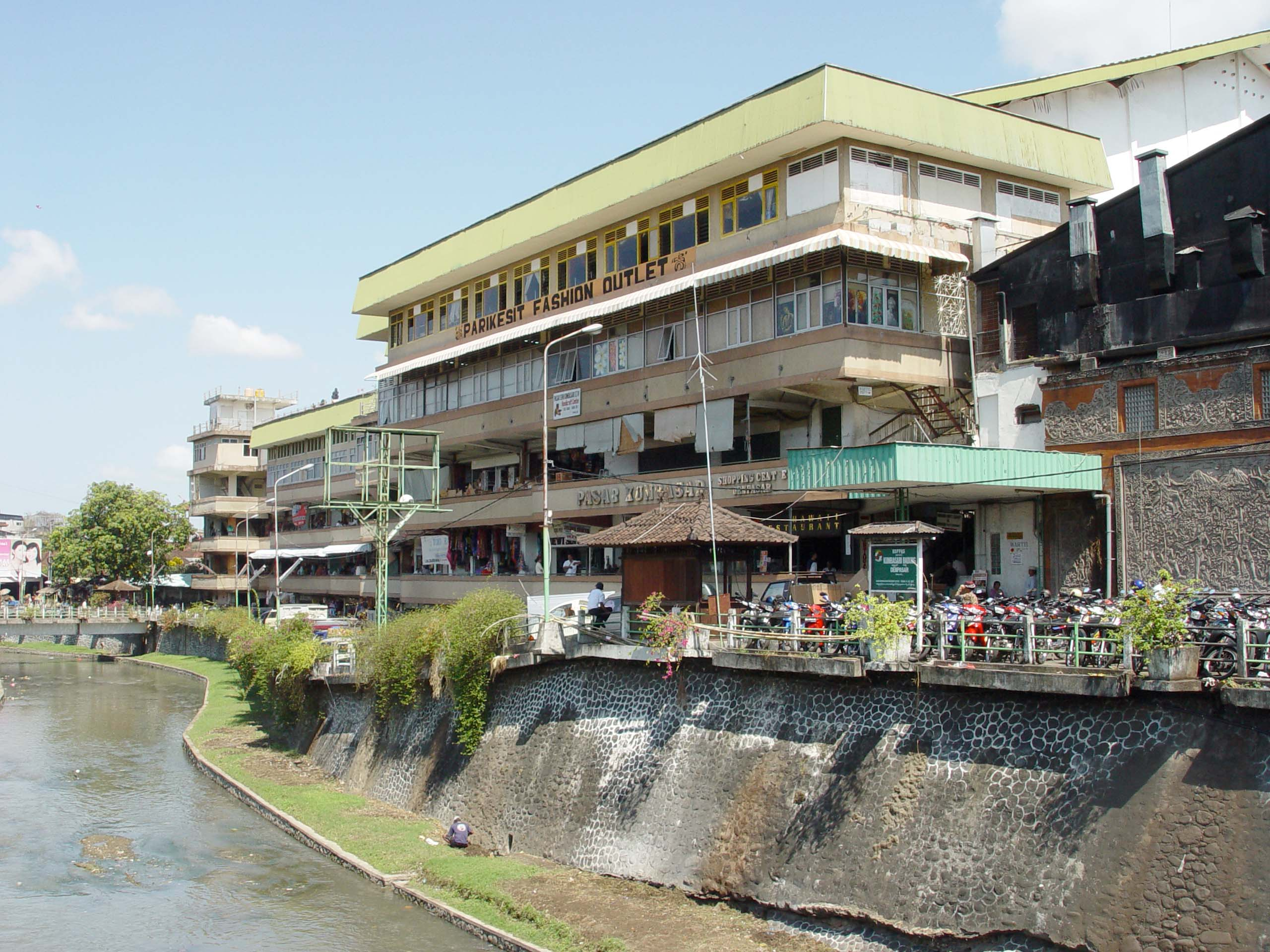
Kembasari Markt am Badung, Denpasar Barat

Die Stadt verfügt über eine Vielzahl an Schulen. Neben allgemeinbildenden Schulen finden sich hier die Kunsthochschule (ISI) und die Tanzhochschule Balis (ASTI) am Taman Werdhi Budaya, einem parkähnlichen Kunstcenter, in dem jährlich im Juni ein einmonatiges Fest mit allem, was die bildenden Künste Balis bieten, stattfindet.
Die Udayana-Universität hat ihren Sitz in der Stadt. Der Campus befindet sich zum größten Teil aber auf Nusa Dua.
Die Universitas Mahasaraswati Denpasar liegt mit sechs Fakultäten vollständig in der Innenstadt von Denpasar. Neben Lehrerausbildung bietet die Universität auch Jura, VWL, Ingenieurstudiengänge, Agronomie und Zahnmedizin.
Eine weitere Hochschule ist die Universitas Pendidikan Nasional (UNDIKNAS).

## Wirtschaft
Neben ihrer Rolle als Verwaltungszentrum ist die Stadt seit jeher vor allem ein Handelsplatz, wie es der Name besagt. Denpasar hat neben den drei großen, traditionellen Märkten Sanglah, Kreneng und Badung auch viele spezialisierte Einkaufsstraßen, in denen sich zum Beispiel Stoffhändler, Juweliere, Mandarinenhändler oder Steinehändler konzentrieren. Außerdem gibt es ca. ein Dutzend Shopping-Center und Malls.
Mit 6,2 Millionen internationalen Besuchern lag Denpasar 2017 auf Platz 32 der meistbesuchten Städte weltweit.

## Architektur und Sehenswürdigkeiten

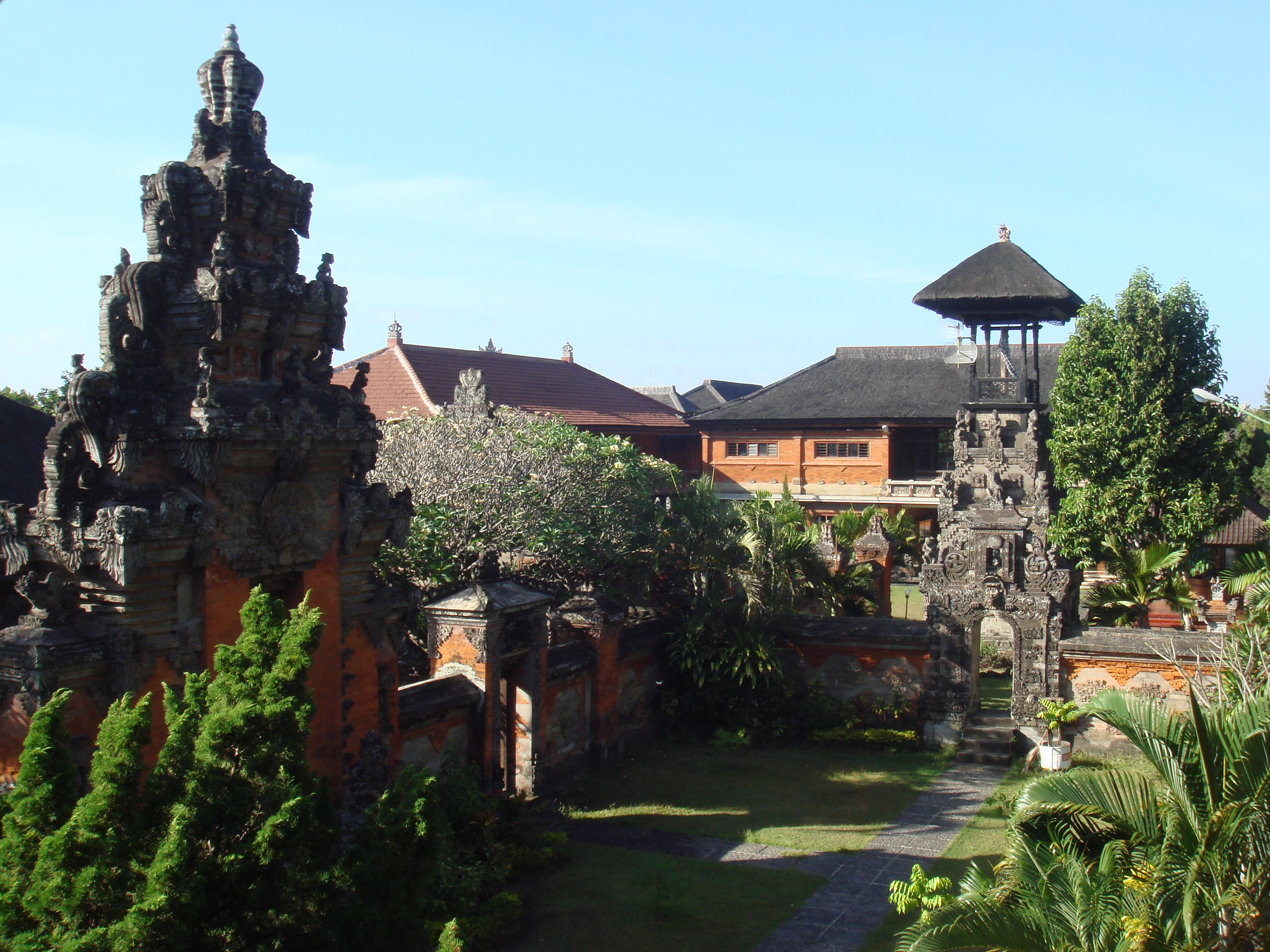
Museum

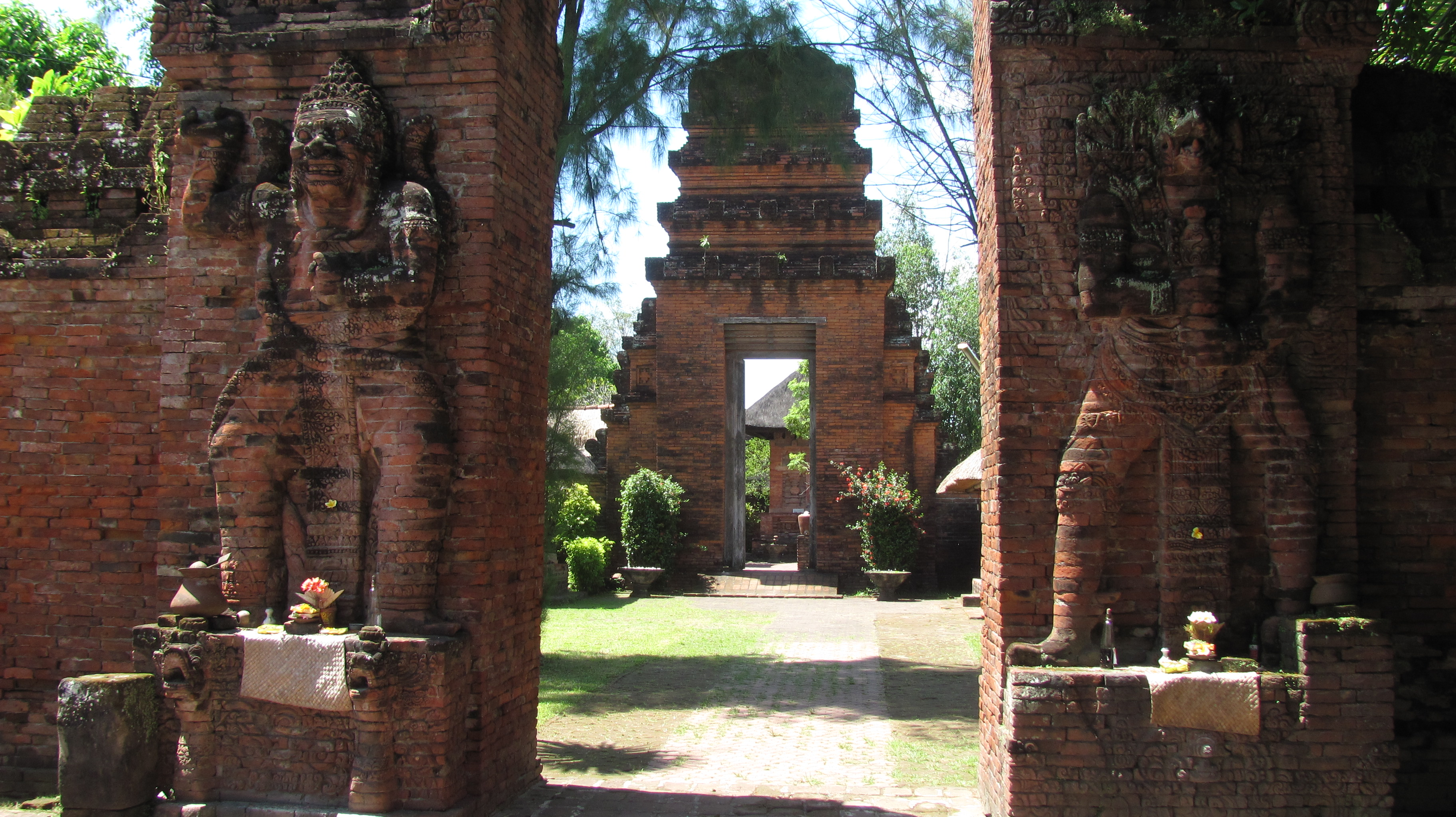
Hindutempel Pura Maospahit

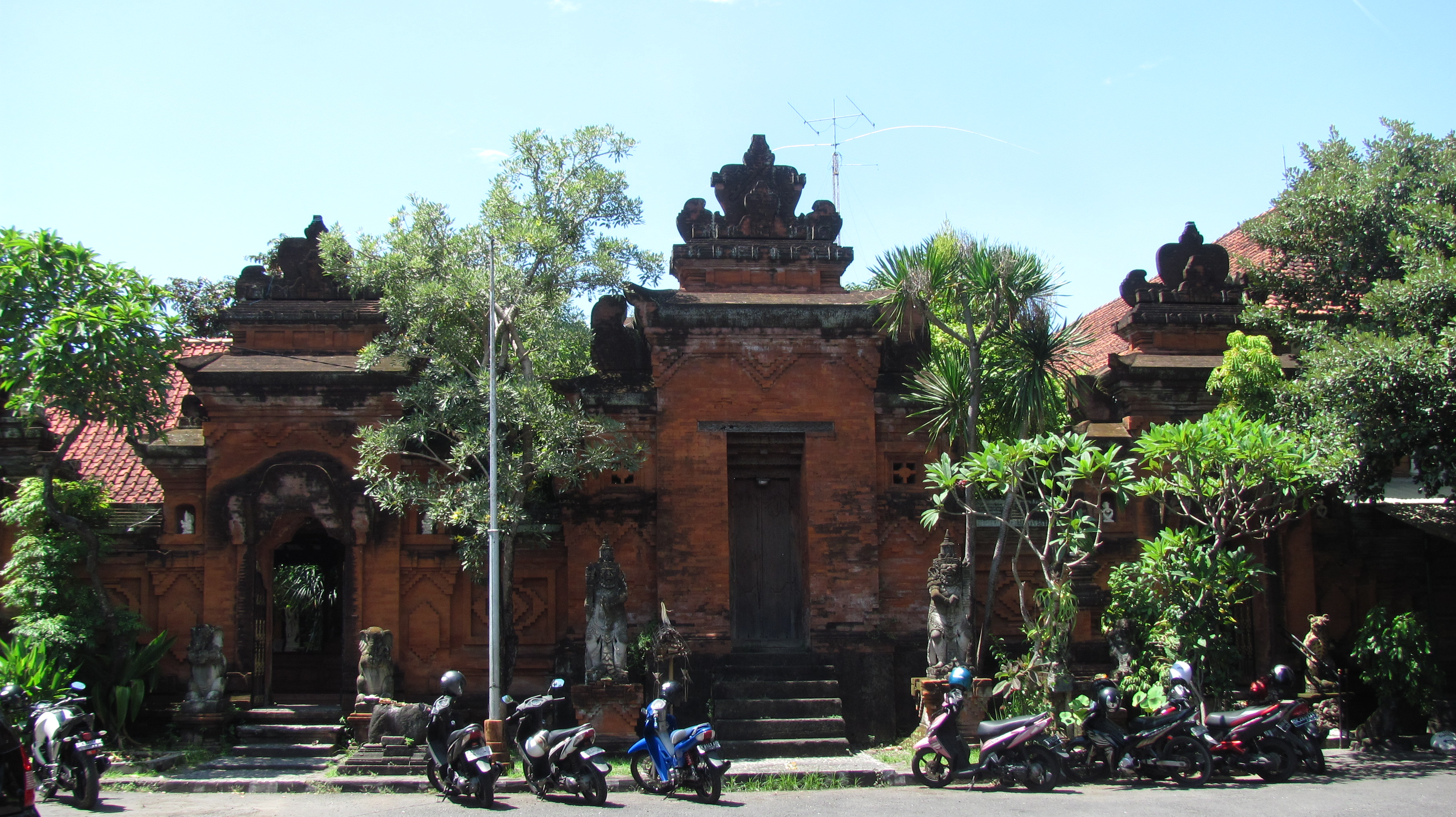
Palast Puri Pemecutan

Als Mittelpunkt Denpasars gilt der quadratische Platz Taman Puputan, in dessen Mitte sich eine ausgedehnte Grünanlage mit einem Denkmal befindet. Es erinnert an die Schlacht der Herrscher Balis gegen die Niederländer, die 1906 stattfand und mit dem rituellen Selbstmord (Puputan) des Herrscherhauses von Badung endete. Gegenüber der Nordwestecke des Platzes erhebt sich das aus roten Ziegeln erbaute Rathaus von Denpasar an einem runden Platz, auf dem ein Brunnen mit einer monumentalen, weithin sichtbaren Statue des Gottes der vier Himmelsrichtungen, Batara Guru, mit vier Gesichtern und acht Armen errichtet wurde.
An der Ostseite des Taman Puputan wurde 1910 das Museum Negeri Propinsi Bali, das bedeutendste Museum Balis, in einem typisch balinesischen Stil erbaut. Es wurde 1917 bei einem Erdbeben zerstört, in den 1920er Jahren wieder aufgebaut und zeitweise als Lagerhaus genutzt, und erst seit 1932 dient es wieder als Museum. Das Museumsgelände besteht aus drei größeren Pavillons und wird durch Grünflächen aufgelockert. Mehrere Türme können bestiegen werden und bieten einen eindrucksvollen Rundblick über die Gesamtanlage.
Unweit des Museums befindet sich der bedeutendste Tempel Denpasars, der 1953 erbaute und dem obersten Hindugott  Sanghyang Widi geweihte Pura Jagatnatha. Sein Schrein, dessen Wände mit Darstellungen aus den indischen Epen Mahabharata und Ramayana verziert sind, besteht aus weißen Korallen. Der Schrein wurde auf einem Sockel errichtet, der die Form einer Schildkröte und zweier Kriechtiere hat, die Drachen oder Schlangen ähneln – hier wird auf einen auf Bali noch heute weit verbreiteten Mythos Bezug genommen, der von der Erschaffung der Welt handelt.
In der Nähe des Taman Puputan erhebt sich in der Straße Jalan Kepundung die römisch-katholische St. Josephskirche (Gereja Sang Yoseph), die 1936 im hinduistischen Stil erbaut wurde und nur durch das weiße Kreuz auf der Turmspitze als Kirche zu erkennen ist.
Im Südosten der Stadt wurde in einem weiteren Park ein Denkmal für den Unabhängigkeitskampf der Balinesen gegen die Niederländer errichtet: Das Monumen Perjuangan Rakyat Bali ist ein mehrstöckiges Bauwerk mit Ausstellungsräumen, das einen eindrucksvollen Rundblick über einen Teil der Stadt bietet. Viel besucht wird ebenfalls das Kulturzentrum Taman Werdi Budaya Art Center mit Ausstellungsräumen und einer Freilichtbühne.
Der ehemalige Königspalast von Denpasar, Puri Pemecutan, brannte 1906 bei der Einnahme Denpasars durch die Niederländer ab und wurde anschließend in einem relativ schlichten Stil wieder aufgebaut.
Die Tempelanlage Pura Maospahit wurde im 14. Jahrhundert erbaut und bei dem Erdbeben von 1917 stark beschädigt. An einigen der wiederaufgebauten Gebäude sieht man noch heute die Spuren der Beschädigungen. In der Anlage sind die massiven Statuen von Garuda und dem mythischen Riesen „Batara Bayu“ besonders eindrucksvoll.

## Söhne und Töchter der Stadt
- Maria Natalia Londa (* 1990), Leichtathletin
- Joey Alexander (* 2003), Jazzpianist

## Städtepartnerschaften
- Palembang, Indonesien
- Veracruz, Mexiko
- Gran Canaria, Spanien
- Phuket, Thailand
- Haikou, Volksrepublik China